# Copa Intercontinental de 1975
A Copa Intercontinental de 1975 seria a 16.ª edição do torneio anual realizado pelo campeão europeu e o campeão sul-americano, mas acabou não acontecendo, em virtude de ambas as equipes não acertarem as datas para jogarem as partidas.

## História
Em julho daquele ano, o campeão europeu de 1974/1975 Bayern de Munique anunciou sua decisão de não disputá-la. Desde a edição de 1971, já estava estabelecido que, em caso de desistência do campeão europeu, o vice assumiria o seu lugar. Porém, o vice-campeão europeu da temporada 1974–75, o Leeds United da Inglaterra, foi suspenso de competições internacionais pela UEFA em função de distúrbios causados pelos seus torcedores na final da Copa dos Campeões da Europa daquele ano. A imprensa espanhola chegou a sugerir a realização de uma inédita "decisão de terceiro lugar" entre os clubes derrotados nas semi-finais da Copa Europeia daquele ano, Barcelona e Saint-Étienne da França, de forma a indicar um representante europeu para a Copa Intercontinental daquele ano, mas a ideia não foi à frente e acabou não ocorrendo a decisão da Copa Intercontinental de 1975. 